# Mingus Three
Mingus Three è un album di Charles Mingus pubblicato nel 1957.

## Tracce
Tutti brani sono stati composti da Charles Mingus, eccetto dove indicato diversamente.
1. Yesterdays – 4:13 (Otto Harbach, Jerome Kern)
2. Back Home Blues – 5:29
3. I Can't Get Started – 6:26 (Vernon Duke, Ira Gershwin)
4. Hamp's New Blues – 3:52 (Hampton Hawes)
5. Summertime – 4:28 (George Gershwin, Ira Gershwin, DuBose Heyward)
6. Dizzy Moods – 6:51
7. Laura – 6:33 (Johnny Mercer, David Raksin)

## Formazione
- Charles Mingus - contrabbasso
- Hampton Hawes – pianoforte
- Danny Richmond – percussioni

Tecnici
- Lee Kraft – produzione
- Nat Hentoff – note di copertina